# Izunokuni
Izunokuni (伊豆の国市, Izunokuni-shi) est une ville située dans la préfecture de Shizuoka, au Japon.

## Géographie

### Situation
Izunokuni est située dans le nord de la péninsule d'Izu, dans l'est de la préfecture de Shizuoka.

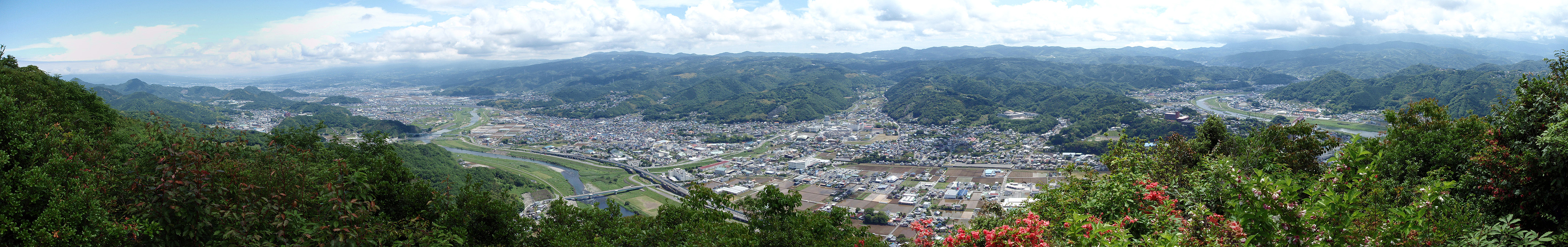
Vue panoramique de la ville depuis le mont Jo.

### Municipalités limitrophes
| Numazu | Kannami   | Kannami |
| Numazu | Izunokuni | Atami   |
| Izu    | Izu       | Itō     |

### Démographie
En 2010, la population de la ville d'Izunokuni était de 49 338 habitants, répartis sur une superficie de 94,71 km2. En février 2024, la population était de 46 571 habitants.

### Climat
Izunokuni a un climat subtropical humide caractérisé par des étés chauds et humides et des hivers relativement doux. La température annuelle moyenne est de 14,6 °C. Les précipitations annuelles moyennes sont de 2 119 mm, septembre étant le mois le plus humide.

## Histoire
Izunokuni a été fondée le 1er avril 2005, par la fusion des bourgs d'Ohito, Izunagaoka et Nirayama (district de Tagata).

## Culture locale et patrimoine
- Fours à réverbère de Nirayama, un des sites de la révolution industrielle Meiji au Japon classés au patrimoine mondial[3].
- Vestiges du château de Nirayama.
- Nirayama Daikansho (en).

## Transports

### Par voie ferroviaire
Izunokuni est desservie par la ligne Sunzu de la compagnie Izuhakone Railway.

### Par voie routière
Izunokuni est desservie par les routes nationales 136 et 414.

## Jumelage
Izunokuni est jumelée avec Gainesville aux États-Unis.